# Osteosarcoma
L'osteosarcoma és un càncer ossi que apareix en general en qualsevol dels extrems de la diàfisi d'un os llarg; també anomenat osteoma sarcomatós.
Aquest càncer procedeix de cèl·lules del mesènquima (és a dir, un sarcoma). Aquestes cèl·lules presenten una diferenciació osteoblàstica cap a osteoides malignes. Es tracta de la forma histològica més freqüent de càncer ossi.

## Incidència
Es tracta del vuitè tipus més freqüent de càncer infantil: representa el 2,4% dels casos de càncer pediàtric, i aproximadament el 20% de tots els càncers d'ossos primaris. Segons dades epidemiològiques dels Estats Units, la prevalença és lleugerament major en homes que en dones.
La seva localització més habitual és la regió de la metàfisi d'ossos tubulars llargs; així, el 42% es donen en el fèmur, el 19% a la tíbia i el 10% a l'húmer. No obstant això, un 8% dels casos es donen en crani i mandíbula, i un 8% a la pelvis.

## Supervivència
Els neoplasmes malignes d'ossos i articulacions tenen un pes total desconegut en la mortalitat per càncer infantil. La taxa de mortalitat mostra una tendència a disminuir un 1,3% aproximadament a l'any. A llarg termini, la probabilitat de sobreviure a un osteosarcoma s'ha incrementat notablement durant finals del segle xx, i el 2009 se situava en aproximadament un 68%.